# Séduction en mode mineur
Pour plus de détails, voir Fiche technique et Distribution.
Séduction en mode mineur (Tadpole) est une comédie romantique américaine réalisée par Gary Winick, sortie en 2002.

## Synopsis
Oscar est un adolescent de 15 ans, très mature et cultivé pour son âge. Il parle français couramment et voue une grande admiration à Voltaire qu'il cite fréquemment. Il trouve par ailleurs les filles de son âge très inintéressantes. Il vit la majeure partie de l'année en pension. De retour à New York, chez son père, pour les vacances, il tombe amoureux et tente de séduire sa belle-mère, beaucoup plus âgée que lui…

## Fiche technique
- Titre : Séduction en mode mineur
- Titre original : Tadpole
- Réalisation : Gary Winick
- Scénario : Heather McGowan (en) et Niels Mueller, d'après une histoire de Heather McGowan (en), Niels Mueller et Gary Winick
- Production : Alexis Alexanian (en), Dolly Hall (en), Gary Winick, Caroline Kaplan (en), Jonathan Sehring, John Sloss (en)
- Musique : Renaud Pion
- Photographie : Hubert Taczanowski
- Montage : Susan Littenberg
- Casting : Marcia DeBonis, Jennifer Euston, Ellen Lewis
- Direction artistique : Anthony Gasparro, Sara Parks
- Costumes : Suzanne Schwarzer
- Maquillage : Ma Kalaadevi Ananda, Evelyne Noraz, Anthony Veader
- Effets visuels : Luke DiTommaso,
- Pays d'origine : États-Unis
- Langue : anglais et quelques répliques en français
- Genre : comédie romantique
- Durée : 78 minutes
- Dates de sortie :
  - 11 janvier 2002 États-Unis Festival de Sundance
  - 1er juin 2002 République tchèque Festival de Karlovy Vary
  - 2 août 2002 États-Unis (sortie limitée)
  - 7 novembre 2002 Israël
  - 7 novembre 2002 Pays-Bas
  - 4 décembre 2002 France
  - 5 décembre 2002 Australie
  - 3 janvier 2003 Pologne
  - 8 janvier 2003 Suisse romande
  - 9 janvier 2003 République tchèque
  - 17 janvier 2003 Italie
  - 13 février 2003 Hongrie
  - 15 mai 2003 Suisse alémanique
  - 20 juin 2003 Royaume-Uni
  - 20 juin 2003 Irlande
  - 11 juillet 2003 Taiwan

## Distribution
- Aaron Stanford : Oscar Grubman
- Sigourney Weaver : Eve Grubman
- John Ritter : Stanley Grubman
- Bebe Neuwirth : Diane Lodder
- Robert Iler : Charlie
- Kate Mara : Miranda Spear
- Adam LeFevre : Phil
- Peter Appel : Jimmy
- Ron Rifkin : Professeur Tisch
- Alicia Van Couvering : Daphné Tisch
- Paul Bulter : Professeur Sherman
- Hope Chernov : Samantha Steadman
- John Feltch : Bob Spear
- Marcia DeBonis : Abigail

## Distinctions
- Meilleur réalisateur au Festival du film de Sundance 2002
- Prix spécial au National Board of Review Award 2002
- Meilleure actrice dans un second rôle au Seattle Film Critics Association Award 2002 (Bebe Neuwirth)
- Nomination au meilleur film au Festival du film de Sundance 2002
- Nomination au Satellite Award du meilleur acteur 2003 (Aaron Stanford)
- Nomination au Satellite Award de la meilleure actrice dans un second rôle 2003 (Bebe Neuwirth)
- Nomination au Chlotrudis Award de la meilleure actrice dans un second rôle 2003 (Bebe Neuwirth)